# مسجد معروف اغا
مسجد معروف اغا هو من مساجد العراق التاريخية الأثرية، ويقع في شارع الجمهورية (شارع ابن سينا) من محلة الجامع الكبير في قضاء الناصرية في محافظة ذي قار، وبني في عام 1311هـ/1894م، على نفقة السيد (معروف آغا)، ويعد من المساجد الصغيرة والقديمة في محلة السوق وهي أول المحلات التي شملها البناء في بداية تأسيس المدينة، وتبلغ مساحتهُ الكلية حوالي 3 دونم، بينما تبلغ مساحة مصلى الحرم 80م2 تقريباً، ويتسع لأكثر من 100 مصل، وتقام فيه الصلوات الخمس المكتوبة، وبناؤه قديم من مادة الطابوق وجرت إعادة بناؤه عام 1396هـ/ 1976م من قبل وزارة الأوقاف والشؤون الدينية، وبقي مبنى المسجد محافظاً على طابعهِ التراثي الأثري القديم.
وللجامع دار سكن وسبعة محلات تجارية تابعة لهُ، ويحتوي الجامع على غرفة مغتسل لتغسيل الموتى وتكفينهم، وبني مدخلهُ الرئيسي من الطابوق المنجور القديم، وتعلوهُ نقوش مغربية مزخرفة زرقاء اللون ويحتوي على باب خشبية قديمة، ويبلغ طول الحرم 6 أمتار وعرضه أكثر من 12 عشر متراً، ويقوم على أعمدة كونكريتية ويتوسطهُ محراب الذي غلف بالطابوق، ويعلو الجامع مئذنة مصنوعة من برج من الحديد بارتفاع 10 أمتار.
ومن الأئمة الذين تعاقبوا على منصب الإمامة فيه الشيخ معروف آغا والشيخ يعقوب سلمان.